# Puccinia kuehnii
Puccinia kuehnii ist eine Ständerpilzart aus der Ordnung der Rostpilze (Pucciniales). Der Pilz ist ein Endoparasit von  Saccharum und Sclerostachya fusca aus der Süßgrasunterfamilie Panicoideae. Symptome des Befalls durch die Art sind Rostflecken und Pusteln auf den Blattoberflächen der Wirtspflanzen. Das Verbreitungsgebiet liegt den südlichen Regionen der Alten Welt.

## Merkmale

### Makroskopische Merkmale
Puccinia kuehnii ist mit bloßem Auge nur anhand der auf der Oberfläche des Wirtes hervortretenden Sporenlager zu erkennen. Sie wachsen in Nestern, die als gelbliche bis braune Flecken und Pusteln auf den Blattoberflächen erscheinen.

### Mikroskopische Merkmale
Das Myzel von Puccinia kuehnii wächst wie bei allen Puccinia-Arten interzellulär und bildet Saugfäden, die in das Speichergewebe des Wirtes wachsen. Spermogonien oder Aecidien sind nicht bekannt. Die gelb- bis zimtbraunen Uredien wachsen unterseitig auf den Blättern des Wirts. Ihre Uredosporen sind ei- bis birnenförmig, 30–43 × 17–26 µm groß und fein stachelwarzig. Die Telien der Art sind schwarzbraun und brechen früh hervor. Die Teleutosporen sind zweizellig, länglich-keulenförmig und 25–40 × 10–18 µm groß; ihre Stiele sind kurz und hyalin.

## Verbreitung
Das bekannte Verbreitungsgebiet von Puccinia kuehnii umfasst Afrika, das südliche Asien, Japan und Australien.

## Ökologie
Die Wirtspflanze von Puccinia kuehnii sind verschiedene Zuckerrohr-Arten und Sclerostachya fusca. Der Pilz ernährt sich von den im Speichergewebe der Pflanzen vorhandenen Nährstoffen, seine Sporenlager brechen später durch die Blattoberfläche und setzen Sporen frei. Die Art verfügt über einen Entwicklungszyklus mit Telien und Uredien, der ohne Wirtswechsel auskommt. Spermogonien und Aecidien fehlen. Er ist neben Puccinia melanocephala der wichtigste schädliche Rostpilz im Zuckerrohranbau.